# Debantgrat
Der Debantgrat (3055 m ü. A.) ist ein Doppelgipfel am Talende des Debanttales in der Schobergruppe in Osttirol. Der Gipfel liegt nordöstlich des Hochschobers und ist von Klein- und Hochschober durch das Schobertörl (2898 m ü. A.) getrennt. Der niedrigere Südgipfel (3052 m ü. A.), auch Viehkofel genannt, trägt seit 2002 ein auffallendes Gipfelkreuz. Der Gipfel ist nicht sonderlich selbständig und vom höheren im weiteren Gratverlauf Richtung Nordosten aufragenden Ralfkopf (3106 m ü. A.) nur durch die Ralfscharte (2995 m) getrennt.

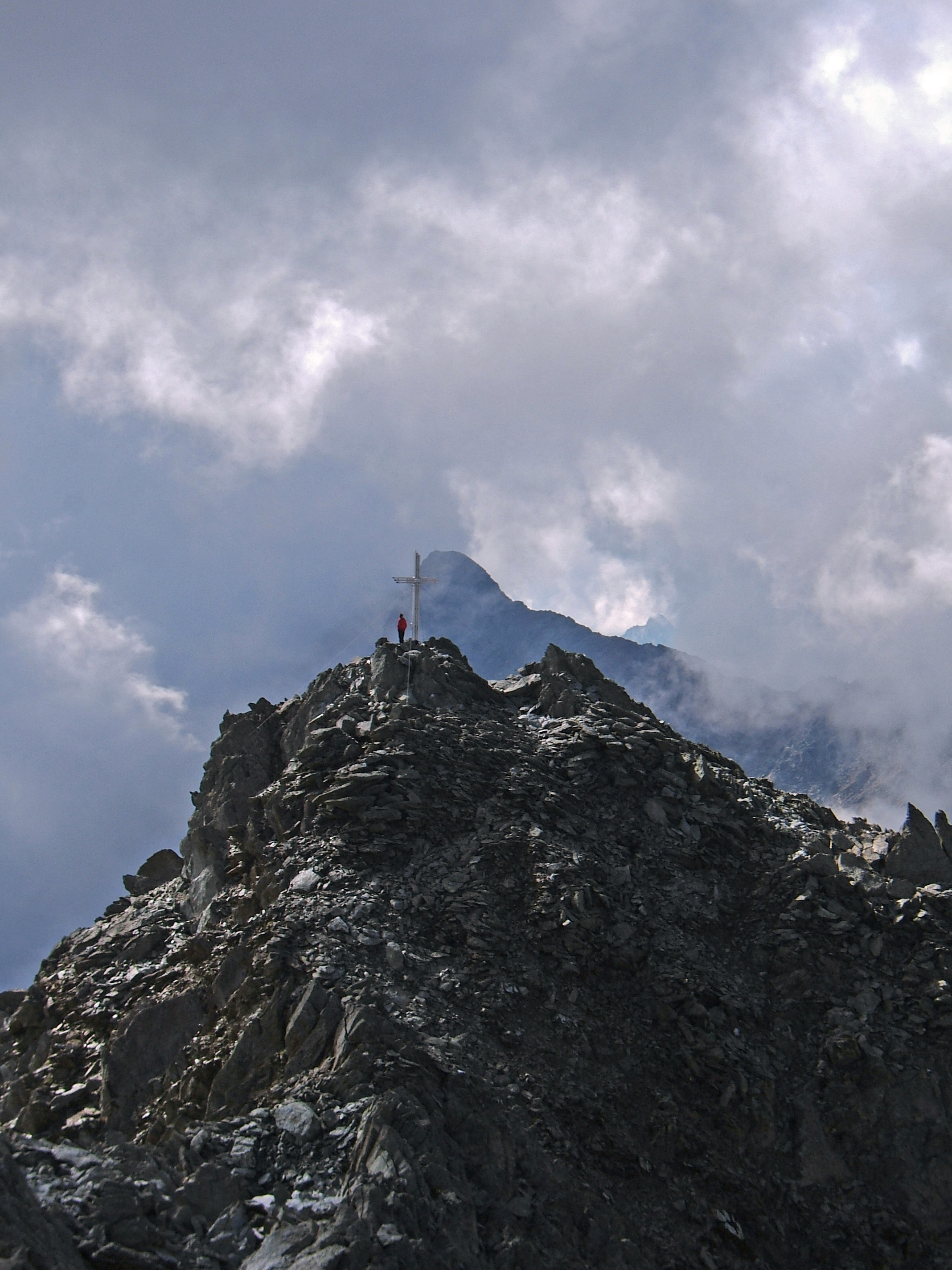
Südgipfel vom Nordgipfel

Der Berg wird recht häufig erstiegen, da er einer der leichtesten Dreitausender der Schobergruppe ist. Zudem ist der Anstieg durch die südseitige Ausrichtung meist schon im Frühsommer schneefrei. Der einfachste Anstieg erfolgt von der Lienzer Hütte (1977 m ü. A.) oder der Hochschoberhütte (2322 m ü. A.) über das Gartl und das Schobertörl. Der Weg ist bis zum Südgipfel markiert. Der Übergang zum 250 Meter nördlich liegenden geringfügig höheren Hauptgipfel ist bei geeigneter Wegwahl nicht sonderlich schwierig, das Blockgelände erfordert allerdings etwas Trittsicherheit.
Der Gipfel bietet eine gute Rundumsicht, besonders beeindruckt der nahe gelegene Glödis (3206 m ü. A.), der von hier eine seiner schönsten Seiten zeigt. Der Hochschober im Südwesten liegt zum Greifen nah.